# Flaga Piekar Śląskich
Flaga Piekar Śląskich – jeden z symboli miejskich Piekar Śląskich w postaci flagi. 

## Wygląd i symbolika
Barwami miasta są kolory błękitny, złoty (żółty) i błękitny, w trzech poziomych pasach, z których szerokość do szerokości flagi lub baneru jest w proporcjach: ¼, ½, ¼, a stosunek szerokości do długości flagi wynosi 5:8.
Flagą urzędową jest prostokątny płat tkaniny barwy błękitnej z wizerunkiem herbu pośrodku.